# Hans-Peter Kirchhof
Hans-Peter Kirchhof (* 28. August 1938 in Kalkutta) war von 1989 bis 2003 Richter am Bundesgerichtshof.

## Leben
1967 trat Kirchhof in den Justizdienst des Landes Nordrhein-Westfalen ein, seit 1970 als Landgerichtsrat beim Landgericht Wuppertal. Im Jahr 1975 folgte seine Ernennung zum Richter am Oberlandesgericht Düsseldorf. 1989 wurde Kirchhof zum Richter am Bundesgerichtshof ernannt und gehörte dem IX. Zivilsenat an, seit Mai 2002 als dessen stellvertretender Vorsitzender. Am 31. August 2003 trat Kirchhof in den Ruhestand.